# Consejo Nacional de Huelga
El Consejo Nacional de Huelga (CNH), fue el órgano de dirección estudiantil colegiado, creado el 2 de agosto de 1968 por miembros de las escuelas en huelga durante el movimiento estudiantil de 1968, especialmente por estudiantes de la UNAM, el IPN, El Colegio de México, la Escuela de Agricultura de Chapingo, la Universidad Iberoamericana, la Universidad La Salle (México), Escuela Nacional de Maestros, Escuela Nacional de Antropología e Historia, y otras universidades de México.  
Su formación fue en repuesta a los acontecimientos ocurridos en contra de la comunidad estudiantil durante los últimos días del mes de julio de 1968,  como lo fue la intervención del cuerpo de granaderos en la confrontación entre los alumnos de la Vocacional 2 del IPN y la Preparatoria particular  Isaac Ochoterena incorporada a la UNAM en la cual quedaron detenidos varios alumnos de ambas escuelas, y además por la intervención de tropas del ejército mexicano en la madrugada del 31 de julio, cuando para desalojar a los estudiantes de la Escuela Preparatoria de San Ildefonso es destruida la puerta por medio de un bazukazo.

## Mecanismos de participación
El movimiento estudiantil estableció dos instancias básicas de participación: 
1.- Asamblea plenaria en las escuelas 
2.- El Consejo Nacional de Huelga.
Los representantes ante el Consejo Nacional de Huelga eran electos o revocados por los comités de lucha de cada escuela mediante la realización de asambleas plenarias. Se estableció en un principio tres representantes por escuela en huelga pero luego con el aumento de las mismas se redujo dos. En las asambleas locales de las escuelas se llegaban a acuerdos que eran llevados a la plenaria del Consejo, luego las decisiones tomadas en el Consejo eran llevadas a las asambleas de cada escuela para ser ratificadas y puestas en marcha.  Las decisiones en el Consejo Nacional de Huelga eran tomadas por mayoría simple y eran acatadas por todos los delegados.
El Consejo Nacional de Huelga estableció seis comisiones de trabajo: 
1. Relaciones con la Provincia
2. Brigadas
3. Propaganda
4. Finanzas
5. Información
6. Asuntos jurídicos.

Las comisiones estaba integradas por dos representantes de la UNAM, dos del Politécnico, uno de Chapingo y otro de la Escuela Nacional de Maestros.

## Pliego petitorio del Consejo Nacional de Huelga
El pliego petitorio del Consejo Nacional de Huelga se dio a conocer el día 4 de agosto de 1968 en un documento a la opinión pública, pero será en la reunión final de la marcha politécnica del 5 de agosto de 1968 cuando se establecería el pliego definitivo, que se convertirá en el eje central de la protesta estudiantil. 
1. Libertad a los presos políticos.
2. Destitución de los generales Luis Cueto Ramírez y Raúl Mendiolea, así como también del coronel Armando Frías.
3. Extinción del Cuerpo de Granaderos, instrumento directo en la represión y no creación de cuerpos semejantes.
4. Derogación del artículo 145 y 145  bis del Código Penal Federal (que establece el delito de disolución social) instrumento jurídico de la agresión.
5. Indemnización a las familias de los muertos y heridos que fueron víctimas de la agresión del viernes 26 de julio en adelante.
6. Deslindamiento de responsabilidades de los actos de represión y vandalismo por parte de las autoridades a través de policía, granaderos y ejército.[9]

## Representantes, miembros y líderes
El Consejo Nacional de Huelga estuvo constituido por dos o tres representantes de todas las escuelas en huelga, en ese sentido el número fue amplio y al principio cuando eran 70 planteles en huelga llegaron a ser 210 delegados, conforme se fueron incorporando otros planteles se decidió que solamente fueron dos delegados por escuela, en la mayoría de las escuelas la representación fue rotativa. Especialistas en el estudio del movimiento estudiantil estiman que el número de participantes ante el Consejo Nacional de Huelga logró superar holgadamente el medio millar.
A pesar de que el Consejo Nacional de Huelga estableció un mecanismo de participación horizontal, hubo personajes que sobresalieron entre ellos: 
- Luis Tomás Cervantes Cabeza de Vaca[10]
- Fernando Hernández Zárate
- Marcelino Perelló[10]
- Eduardo Valle[10]
- Salvador Martínez della Rocca “El Pino”[10]
- Gilberto Guevara Niebla
- Roberto Escudero
- Félix Hernández Gamundi
- Raúl Álvarez Garín[10][11]